# ビテキシン
ビテキシン(Vitexin)は、アピゲニンフラボングルコシドである。セイヨウニンジンボクの花やクロチクの葉に含まれる。また、トウジンビエやヒトシベサンザシにも含まれる。

## 代謝
ラットへの放射性トレーサー125I投与実験の結果により、ビテキシンは、ヨウ化物ペルオキシダーゼを阻害し、ヨード不足を引き起こすことにより、常時摂取が長期間続くと甲状腺機能低下症や甲状腺腫を引き起こす可能性があることがわかっているため、特に普段から甲状腺機能が低い人は、たとえばルイボスティーの常飲や高濃度の煎れ方には注意が必要である。だるさやむくみの症状が出現してなおビテキシン含有食品の摂取を続け、次第に症状が悪化するようであればヨード欠乏の可能性がある。
- ビテキシンβ-グルコシルトランスフェラーゼ(EC 2.4.1.105)
- ビテキシン-2''-O-ラムノシド-7-O-メチルトランスフェラーゼ(EC 2.1.1.153)